# Lepthyphantes saurensis
Lepthyphantes saurensis este o specie de păianjeni din genul Lepthyphantes, familia Linyphiidae, descrisă de Eskov, 1995.
Este endemică în Kazakhstan. Conform Catalogue of Life specia Lepthyphantes saurensis nu are subspecii cunoscute.